# 라슬로 뵐뢰니
라디슬라우 이오시프 뵐뢰니(루마니아어: Ladislau Iosif Bölöni, 1953년 3월 11일, 무레슈 주 트르구 무레슈 ~)는 뵐뢰니 라슬로(헝가리어: Bölöni László)로도 알려진 루마니아의 축구 감독이자 전 선수로, 가장 최근에 리그 1의 메스를 지도했다.
트르구 무레슈에서 신고식을 치른 뵐뢰니는 스테아우아 부쿠레슈티의 1986년 유러피언컵 우승에 일조했는데, 루마니아의 유일한 구단이자 동유럽의 유이한 구단으로서 이 대회에 우승한 구단으로 기록에 남았다. 그는 루마니아 올해의 축구 선수로 두 차례 지명되었고, 통산 484번의 디비지아 A 경기에 출전했는데, 그는 역대 최다 출전 기록 리그 4위에 이름을 올렸다. 뵐뢰니는 국제 무대에서 102번의 루마니아 국가대표팀 경기에 출전해 국가대표팀 1군 역대 최다 출전 5위에 이름을 올리고 있고, 23골을 넣어 역대 최다 득점 6위에도 이름을 올렸다. 그에 따라, 그는 루마니아 축구 역사상 최고 선수들 중 하나로 거론되고 있다.
현역 은퇴 후, 그는 프랑스, 포르투갈, 중동, 벨기에, 그리고 그리스 무대에서 감독일을 맡았다. 뵐뢰니는 2000년부터 2001년까지 루마니아 국가대표팀 사령탑에 올랐었다. 연당 우승 횟수를 고려하면, 그의 최전성기는 스포르팅와 스탕다르 리에주 시절이 가장 성공적이었고, 각각 국내 대회를 3회 우승했다.

## 클럽 경력

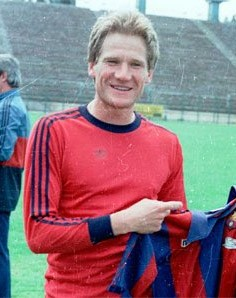
1986년, 유러피언컵을 우승한 해에 스테아우아 경기장에서 촬영된 뵐뢰니

뵐뢰니는 루마니아의 트르구 무레슈의 트르너베니 출신 헝가리 혈통 가정에서 출생했다. 그가 축구를 시작했던 곳은 키미카 트르너베니였고, 1970년에 트르구 무레슈에 입단했다. 그는 이 곳에서 1984년까지 활동하다가 스테아우아 부쿠레슈티로 이적해 1986년 유러피언컵 우승에 일조했고,(그는 이 대회 결승전 승부차기에서 실축했다.) 그 다음 시즌 유러피언 슈퍼컵에 출전했다.
뵐뢰니는 1987년에 스테아우아를 떠났다. 1988년, 35세의 뵐뢰니는 루마니아를 떠나 벨기에의 라싱 제트 우아브르로 이적했고, 이후 프랑스의 크레테유에 입단했다. 그는 1992년에 축구화를 벗었다. 2008년 3월 25일, 그는 트라이안 버세스쿠 루마니아 대통령으로부터 1986년 유러피언컵 우승에 대한 공로로 "명예 훈장" 2등급을 받았다.

## 국가대표팀 경력
뵐뢰니는 프랑스에서 열린 1974년 유니버시아드에서 게오르게 물체스쿠, 단 펄티니샤누, 로물루스 키하이아, 그리고 파울 카잔과 함께 금메달을 목에 걸었다.
1983년에 루마니아 국가대표팀 경기에 출전한 뵐뢰니는 가장 중요한 골을 기록했는데, 이탈리아와의 유로 1984 예선전 경기에서 1-0 결승골을 기록하면서 대회 본선을 확정짓는데 큰 공을 세웠다. 프랑스에서 열린 본선에서, 그는 루마니아가 출전한 3경기에 모두 출전했고, 조프루아-기샤르 경기장에서 열린 스페인과의 경기에서 동점골을 넣어 1-1로 비겼다. 뵐뢰니는 루마니아 국가대표팀 경기에 총 102번 출전하여 23골을 기록했다. 여기서 올림픽 예선전 기록까지 합하면 108경기 출전 25골을 기록하였다.

## 감독 경력
뵐뢰니는 지도자로서 처음 맡은 구단은 프랑스의 낭시였고, 그는 이 구단을 여러 해 맡았다. 그는 소속 구단을 디비시옹 1로 승격시켰다. 2000년, 그는 국가대표팀 감독으로 취임했지만, 2001년 여름에 지휘봉을 내려놓았다.
이후, 그는 포르투갈의 스포르팅 리스본 감독으로 취임해 1년차에 프리메이라리가와 타사 드 포르투갈을 동시에 석권했다. 그러나, 그는 2년차에 성적 부진으로 해임되었다. 그가 스포르팅 리스본에서 거둔 최대 수확은 히카르두 쿠아레즈마, 우구 비아나, 그리고 크리스티아누 호날두와 같은 신예 선수들을 1군 선발로 내세운 것이었다.
2003년, 그는 프랑스 무대로 복귀해 렌 감독이 되었다. 2005년, 그는 당시 구단 역사상 최고 순위를 기록했고,(리그 1 4위) 이듬해 UEFA컵 진출권도 손에 넣었다.
2006년 5월, 뵐뢰니는 모나코와 2년 계약을 맺었지만, 10월 23일에 성적 부진으로 해임되었다. 당시 모나코는 20개 구단 중 19위를 달리고 있었다.
2008년 6월 9일, 벨기에의 스탕다르 리에주는 25년 만의 벨기에 1부 리그 첫 우승(2007-08 시즌)을 이끈 미셸 프뢰돔 감독의 후임으로 뵐뢰니를 임명했다. 2009년 5월 24일, 그는 안데를레흐트와의 우승 플레이오프전에서 승리하면서 스탕다르에서의 1년차에 리그 우승을 달성했다.(2008-09 시즌) 2010년 2월 10일, 뵐뢰니는 스탕다르 리에주 감독직을 내려놓았다.
2010년 5월 29일, 뵐뢰니는 아랍에미리트의 알-와흐다와 계약한 것으로 발표되었다. 2010년 9월 2일, 알-와흐다가 이티하드 칼바전에서 3-1로 이겼지만, 구단은 뵐뢰니 감독을 해임했다.
2011년 1월 2일, 그는 랑스와 1년 계약을 맺고 취임했지만, 소속 구단의 강등을 막지 못했다. 뵐뢰니는 6월에 즉시 방출되었고, 짧은 협상 끝에 2011년 6월 8일에 PAOK와 2년 계약을 맺었다.

### PAOK
뵐뢰니는 볼레렝아와의 2011-12 시즌 유로파리그 3차 에선전을 2번 이기는 것으로 시작했고, 플레이오프전에서 카르파티 르비우와 맞붙었다. PAOK는 1차전을 이기고 2차전을 비기며 조별 리그에 진출했다. PAOK는 토트넘 홋스퍼, 루빈 카잔, 그리고 섐록 로버스로 구성된 어려운 조에 편성되었지만, PAOK는 무패로 조 1위를 차지했는데, 이 과정에서 화이트 하트 레인 원정에 승리를 거두기도 했는데, 이는 1999년 이래 잉글랜드 무대에서 그리스 구단이 거두는 기대 밖의 성과였는데, 당시 하이버리에서 아스널을 이긴 것도 PAOK였다. PAOK는 32강전에서 우디네세를 상대로 이탈리아 원정 1차전에서 0-0으로 비기며 긍정적으로 2차전을 맞이했지만, 선수층이 얇아진 PAOK는 2차전에서 0-3으로 패하며 탈락했다. 그 결과, PAOK의 인상적인 유럽대항전 행보는 일찍이 끝났는데, 그동안 12번의 경기에서 6승을 거두었고, 이 중 토트넘 홋스퍼 경기에서 거둔 승리도 있었다.
자국 리그에서, PAOK는 다사다난한 한 해를 보내고 있었는데, 정규 리그를 3위로 마치고 플레이오프전을 5위로 끝냈다. 시즌 중, PAOK는 AEK와 파나티나이코스를 이기고 10년 동안 이기지 못했던 두 상대로 안방에서 징크스를 끊어내는데 성공했다. 그러나 PAOK의 선수단은 기복이 심했고, 구단을 떠난 사유는 재정난도 있지만, 주축 선수였던 비에이리냐와 파블로 콘트레라스가 떠나면서 공백이 생긴 데 있었다. 뵐뢰니는 얇은 선수층을 메우기 위해 최선을 다했지만, 큰 성공이라 보기는 어려웠다. 비록 이 시즌은 성공적인 시즌은 아니였지만, 지지자들은 최선을 다해 기량이 오를 때 주요 경기에서 승리를 거둔 뵐뢰니를 탓하지 않았다.
2012년 5월 25일, PAOK는 1년 동안 동행한 뵐뢰니를 놓아주었다.

### 중동 리그
뵐뢰니는 2012년 6월 21일에 카타르의 알 코르 감독이 되었다. 2013년 1월 26일, 그는 카타르 츠포츠단과의 리그 경기에서 논란의 사건에 휘말렸다. 그는 경기장을 벗어난 공을 가저간 골대 뒤의 볼보이에게 물병을 던졌다. 그가 던진 물병은 볼보이가 맞지 않았지만, 목격자들의 눈에 띄었고, 알리 알-나이미는 부심에게 이를 알려 파하드 자베르 주심이 알아차렸고, 주심은 뵐뢰니에게 퇴장 명령을 내렸다. 관중석으로 바로 가지 않은 그는 규칙을 어기며 늦장을 부리고 남았다. 보안 직원이 그를 끌어내려 했지만, 욕설을 표출하며 경찰을 밀었다. 그 결과, 경찰은 그를 기소했다. 그는 이후 카타르 축구 협회로부터 75,000 카타르 리얄의 벌금이 부과되었고, 5경기 동안 지휘할 수 없게 되었다.
2013년 8월, 크로아티아 언론은 뵐뢰니가 크루노슬라프 유르치치의 해임으로 공석이 된 디나모 자그레브의 감독이 될 수도 있다고 추측했다. 뵐뢰니는 앞서 디나모 자그레브의 숙적인 하이두크 스플리트의 제의를 받은 적이 있다.
2015년 7월 21일, 사우디아라비아의 알-이티하드가 뵐뢰니 신임 감독의 취임을 발표했다.

### 앤트워프
2017년 6월 16일, 뵐뢰니는 벨기에의 앤트워프 신임 감독으로 발표되었다. 그는 안트베르펀 연고 구단 1년차에 정규 시즌을 8위로 마감했고, 유로파리그 플레이오프조에서 3위를 차지해 안전히 잔류했다.
안트베르펀은 그의 2년차에 깜짝 우승 경쟁자로 발돋움해 정규 시즌을 6위로 끝내 사상 첫 우승 플레이오프조에 들었다. 앤트워프는 헹크에 1-0, 안데를레흐트에 2-1, 헨트에 2-1, 스탕다르 리에주에 2-1로 이긴 것은 물론 클뤼프 브뤼허와 플레이오프 전반기에 무승부를 거두어 3위까지 올랐지만, 이 구단들에게 패하면서 앤트워프는 리그를 4위로 마감했고, 유로파리그 플레이오프 결선에 진출했다. 앤트워프는 결선에서 샤를루아에 0-2로 끌려가다가 3-2로 역전승을 거두었다. 앤트워프는 그 결과 유로파리그 3차 예선전 진출권을 손에 넣어 26년 만에 유럽대항전에 참가했다.
빅토리아 플젠과의 3차 예선전에서 원정 다득점으로 깜짝 승리를 거둔 앤트워프는 조별 리그 문턱에서 AZ와의 플레이오프전에 패해 안타깝게 주저앉았다. 자국 리그에서 뵐뢰니는 또다시 리그를 4위로 끝냈고, 2019-20 시즌 벨기에 컵 결승전에 올라, 28년 만에 이 대회 결승을 밟았다. 그러나, 대회는 8월 1일까지 코로나바이러스감염증-19의 여파로 중단되었고, 뵐뢰니의 계약은 5월 20일에 만료되어 그의 후임인 이반 레코가 결승전에서 구단을 지도했다.

### 헨트
2020년 8월 20일, 벨기에 리그 준우승을 거둔 헨트가 뵐뢰니를 신임 감독으로 선임했다. 그러나, 그 해 9월, 그는 취임 3경기 만에 해임되었다.

### 파나티나이코스
2020년 10월 19일, 뵐뢰니는 그리스의 파나티나이코스 감독으로 취임했다. 그는 볼로스와의 첫 수페르리가 엘라다 경기에서 1-1로 비겼다. 2021년 5월 10일, 뵐뢰니는 이 시즌에만 2번째로 해임되었는데, 토끼풀 군단은 유럽대항전 진출에 실패했다. 그의 후임으로 이반 요바노비치가 취임했다.
2022년 1월, 뵐뢰니는 루마니아 축구 연맹의 러즈반 불레아누 회장과 20년 만의 루마니아 국가대표팀 복귀와 관련해 협상했다. 그러나, 협상이 결렬되면서, 이 자리는 에두아르드 이오르더네스쿠가 차지했다.

## 사생활
뵐뢰니는 15세 시절에 그를 관중석에서 지켜보다가 뇌졸중으로 여의었다. 부친을 일찍 여읜 건은 뵐뢰니에게 큰 충격이었으나, 모친의 충고로 축구를 계속했다. 그의 모친은 뵐뢰니가 유년 시절을 보낸 트르너베니에서 부다페스트로 이주했다. 스테아우아 부쿠레슈티 시절, 뵐뢰니는 치과의로도 6년 활동했다. 그의 딸도 부친을 따라 프랑스에서 치이식학을 전공했다.
2021년, 그는 "넴제티 스포츠" 일간지의 의뢰를 받아 헝가리 국가대표팀의 유로 2020 경기를 분석했고, 같은 해 셰케이 대표팀에 대한 지지 의사를 밝혔다. 한편, 2022년에 루마니아 국가대표팀 감독직 협상이 결렬되면서, 뵐뢰니는 다시모국을 대표로 활동할 기회를 날린 데에 후회했다.
뵐뢰니는 루마니아, 헝가리, 그리고 프랑스 삼중국적자이다. 그는 1998년 7월 7일에 귀화하면서 프랑스 국적을 취득했다.

## 경력 통계

### 클럽
| 구단                  | 시즌      | 리그            | 리그 | 리그 | 대륙 | 대륙 | 기타 | 기타 | 합계 | 합계 |
| 구단                  | 시즌      | 리그명          | 출장 | 골   | 출장 | 골   | 출장 | 골   | 출장 | 골   |
| --------------------- | --------- | --------------- | ---- | ---- | ---- | ---- | ---- | ---- | ---- | ---- |
| 트르구 무레슈         | 1970–71   | 디비지아 B      | 19   | 2    | 0    | 0    | 0    | 0    | 19   | 2    |
| 트르구 무레슈         | 1971–72   | 디비지아 A      | 27   | 1    | 0    | 0    | 0    | 0    | 27   | 1    |
| 트르구 무레슈         | 1972–73   | 디비지아 A      | 26   | 0    | 0    | 0    | 0    | 0    | 26   | 0    |
| 트르구 무레슈         | 1973–74   | 디비지아 A      | 31   | 3    | 0    | 0    | 0    | 0    | 31   | 3    |
| 트르구 무레슈         | 1974–75   | 디비지아 A      | 24   | 1    | 0    | 0    | 0    | 0    | 24   | 1    |
| 트르구 무레슈         | 1975–76   | 디비지아 A      | 33   | 4    | 2    | 0    | 0    | 0    | 35   | 4    |
| 트르구 무레슈         | 1976–77   | 디비지아 A      | 33   | 11   | 2    | 0    | 0    | 0    | 35   | 11   |
| 트르구 무레슈         | 1977–78   | 디비지아 A      | 31   | 3    | 2    | 0    | 0    | 0    | 33   | 3    |
| 트르구 무레슈         | 1978–79   | 디비지아 A      | 32   | 3    | 0    | 0    | 0    | 0    | 32   | 3    |
| 트르구 무레슈         | 1979–80   | 디비지아 A      | 26   | 6    | 0    | 0    | 0    | 0    | 26   | 6    |
| 트르구 무레슈         | 1980–81   | 디비지아 A      | 31   | 6    | 0    | 0    | 0    | 0    | 31   | 6    |
| 트르구 무레슈         | 1981–82   | 디비지아 A      | 31   | 10   | 0    | 0    | 0    | 0    | 31   | 10   |
| 트르구 무레슈         | 1982–83   | 디비지아 A      | 32   | 7    | 0    | 0    | 0    | 0    | 32   | 7    |
| 트르구 무레슈         | 1983–84   | 디비지아 A      | 30   | 7    | 0    | 0    | 0    | 0    | 30   | 7    |
| 트르구 무레슈         | 합계      | 합계            | 406  | 64   | 6    | 0    | 0    | 0    | 412  | 64   |
| 스테아우아 부쿠레슈티 | 1984–85   | 디비지아 A      | 24   | 3    | 1    | 0    | 0    | 0    | 25   | 3    |
| 스테아우아 부쿠레슈티 | 1985–86   | 디비지아 A      | 31   | 9    | 9    | 1    | 0    | 0    | 40   | 10   |
| 스테아우아 부쿠레슈티 | 1986–87   | 디비지아 A      | 28   | 10   | 1    | 1    | 1    | 0    | 30   | 10   |
| 스테아우아 부쿠레슈티 | 1987–88   | 디비지아 A      | 14   | 2    | 4    | 1    | 0    | 0    | 18   | 3    |
| 스테아우아 부쿠레슈티 | 합계      | 합계            | 97   | 24   | 15   | 3    | 1    | 0    | 113  | 27   |
| 라싱 제트 우아브르    | 1987–88   | 벨기에 1부 리그 | 16   | 0    | 0    | 0    | 0    | 0    | 16   | 0    |
| 크레테유              | 1988–89   | 디비시옹 2      | 11   | 2    | 0    | 0    | 0    | 0    | 11   | 2    |
| 오를레앙              | 1989–90   | 디비시옹 2      | 32   | 4    | 0    | 0    | 0    | 0    | 32   | 4    |
| 오를레앙              | 1990–91   | 디비시옹 2      | 27   | 0    | 0    | 0    | 0    | 0    | 27   | 0    |
| 오를레앙              | 1991–92   | 디비시옹 2      | 18   | 0    | 0    | 0    | 0    | 0    | 18   | 0    |
| 오를레앙              | 합계      | 합계            | 77   | 4    | 0    | 0    | 0    | 0    | 77   | 4    |
| 경력 합계             | 경력 합계 | 경력 합계       | 607  | 94   | 21   | 3    | 1    | 0    | 628  | 97   |

1. ↑  1975-76 시즌 UEFA컵 2경기 출장 기록
2. ↑  1976-77 시즌 UEFA컵 2경기 출장 기록
3. ↑  1977-78 시즌 UEFA컵 2경기 출장 기록
4. ↑  1984-85 시즌 유러피언 컵위너스컵 1경기 출장 기록
5. ↑  1985-86 시즌 유러피언컵 9경기 출장 1골 기록
6. ↑  1986-87 시즌 유러피언컵 1경기 출장 1골 기록
7. ↑  1986년 유러피언 슈퍼컵 1경기 출장 기록
8. ↑  1987-88 시즌 유러피언컵 4경기 출장 1골 기록

### 국가대표팀 득점 기록

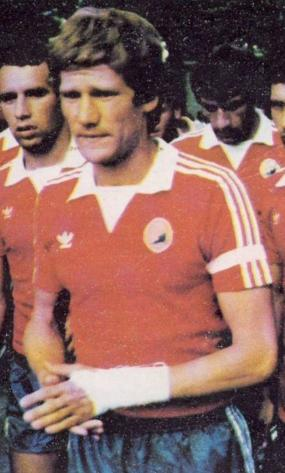
1984년, 루마니아 국가대표팀의 뵐뢰니

아래의 점수에서 왼쪽의 점수가 루마니아의 점수이며, 점수 열은 뵐뢰니 득점 상황의 점수를 나타낸다.
| #  | 날짜             | 경기장                                  | 상대         | 점수 | 결과 | 대회                 |
| -- | ---------------- | --------------------------------------- | ------------ | ---- | ---- | -------------------- |
| 1  | 1976년 7월 2일   | 이란 테헤란 아랴메르 경기장             | 이란         | 1–1  | 2–2  | 친선경기             |
| 2  | 1976년 11월 29일 | 루마니아 부쿠레슈티 8·23 경기장         | 불가리아     | 2–1  | 3–2  | 발칸컵               |
| 3  | 1977년 9월 21일  | 루마니아 부쿠레슈티 스테아우아 경기장   | 그리스       | 2–0  | 6–1  | 친선경기             |
| 4  | 1977년 9월 21일  | 루마니아 부쿠레슈티 스테아우아 경기장   | 그리스       | 4–1  | 6–1  | 친선경기             |
| 5  | 1977년 11월 15일 | 루마니아 부쿠레슈티 스테아우아 경기장   | 유고슬라비아 | 3–2  | 4–6  | 1978년 월드컵 예선전 |
| 6  | 1980년 2월 16일  | 이탈리아 나폴리 산 파올로 경기장        | 이탈리아     | 1–0  | 1–2  | 친선경기             |
| 7  | 1982년 4월 14일  | 불가리아 루세 로코모티프 경기장         | 불가리아     | 2–1  | 2–1  | 친선경기             |
| 8  | 1982년 5월 1일   | 루마니아 후네도아라 코르비눌 경기장     | 키프로스     | 3–1  | 3–1  | 유로 1984 예선전     |
| 9  | 1982년 8월 15일  | 루마니아 수체아바 아레니 경기장         | 일본         | 3–0  | 4–0  | 친선경기             |
| 10 | 1982년 8월 18일  | 루마니아 부쿠레슈티 8·23 경기장         | 일본         | 1–1  | 3–1  | 친선경기             |
| 11 | 1983년 2월 2일   | 그리스 라리사 알카자르 경기장           | 그리스       | 1–0  | 3–1  | 친선경기             |
| 12 | 1983년 3월 9일   | 루마니아 부쿠레슈티 스테아우아 경기장   | 튀르키예     | 3–1  | 3–1  | 친선경기             |
| 13 | 1983년 4월 16일  | 루마니아 부쿠레슈티 8·23 경기장         | 이탈리아     | 1–0  | 1–0  | 유로 1984 예선전     |
| 14 | 1983년 11월 12일 | 키프로스 리마솔 치리오 경기장           | 키프로스     | 1–0  | 1–0  | 유로 1984 예선전     |
| 15 | 1984년 1월 22일  | 에콰도르 과야킬 모델로 경기장           | 에콰도르     | 1–0  | 3–1  | 친선경기             |
| 16 | 1984년 6월 14일  | 프랑스 생-테티엔 조프루아-기샤르 경기장 | 스페인       | 1–1  | 1–1  | 유로 1984            |
| 17 | 1986년 10월 8일  | 이스라엘 라마트 간 경기장               | 이스라엘     | 2–1  | 4–2  | 친선경기             |
| 18 | 1987년 3월 4일   | 튀르키예 앙카라 5·19 경기장             | 튀르키예     | 2–1  | 3–1  | 친선경기             |
| 19 | 1987년 3월 25일  | 루마니아 부쿠레슈티 8·23 경기장         | 알바니아     | 2–1  | 5–1  | 유로 1988 예선전     |
| 20 | 1987년 9월 2일   | 폴란드 비드고슈치 자비시 경기장         | 폴란드       | 1–3  | 1–3  | 친선경기             |
| 21 | 1987년 10월 7일  | 루마니아 부쿠레슈티 스테아우아 경기장   | 그리스       | 2–2  | 2–2  | 친선경기             |
| 22 | 1988년 2월 3일   | 이스라엘 하이파 키리야트 엘리저 경기장  | 이스라엘     | 1–0  | 2–0  | 친선경기             |
| 23 | 1988년 3월 30일  | 동독 할레 쿠르트-바벨 경기장            | 동독         | 1–1  | 3–3  | 친선경기             |

## 감독 통계
2024년 5월 12일
| 구단            | 취임             | 해임             | 기록 | 기록 | 기록 | 기록 | 기록   |
| 구단            | 취임             | 해임             | 전   | 승   | 무   | 패   | 율 %   |
| --------------- | ---------------- | ---------------- | ---- | ---- | ---- | ---- | ------ |
| 낭시            | 1994년 7월       | 2000년 6월       | 251  | 92   | 81   | 78   | 036.65 |
| 루마니아        | 2000년 7월       | 2001년 6월       | 10   | 6    | 1    | 3    | 060.00 |
| 스포르팅 리스본 | 2001년 7월       | 2003년 6월       | 89   | 52   | 21   | 16   | 058.43 |
| 렌              | 2003년 7월       | 2006년 6월       | 135  | 55   | 29   | 51   | 040.74 |
| 모나코          | 2006년 7월       | 2006년 10월      | 11   | 2    | 2    | 7    | 018.18 |
| 알-자지라       | 2007년 6월       | 2008년 6월       | 29   | 16   | 7    | 6    | 055.17 |
| 스탕다르 리에주 | 2008년 6월 9일   | 2010년 2월 10일  | 82   | 42   | 20   | 20   | 051.22 |
| 알-와흐다       | 2010년 5월 29일  | 2010년 9월 2일   | 1    | 1    | 0    | 0    | 100.00 |
| 랑스            | 2011년 1월 1일   | 2011년 5월 26일  | 21   | 4    | 7    | 10   | 019.05 |
| PAOK            | 2011년 6월 8일   | 2012년 5월 25일  | 51   | 24   | 14   | 13   | 047.06 |
| 알 코르         | 2012년 7월 1일   | 2015년 6월 30일  | 74   | 19   | 32   | 23   | 025.68 |
| 알 이티하드     | 2015년 7월 1일   | 2015년 11월 17일 | 9    | 6    | 1    | 2    | 066.67 |
| 앤트워프        | 2017년 6월 16일  | 2020년 5월 15일  | 118  | 51   | 33   | 34   | 043.22 |
| 헨트            | 2020년 8월 20일  | 2020년 9월 14일  | 3    | 1    | 0    | 2    | 033.33 |
| 파나티나이코스  | 2020년 10월 19일 | 2021년 5월 10일  | 30   | 14   | 6    | 10   | 046.67 |
| 메스            | 2022년 6월 1일   | 현임             | 74   | 29   | 18   | 27   | 039.19 |
| 합계            | 합계             | 합계             | 990  | 414  | 274  | 302  | 41.82  |

## 수상

### 선수
스테아우아 부쿠레슈티
- 디비지아 A: 1984–85, 1985–86, 1986–87
- 쿠파 로므니에이: 1984–85, 1986–87
- 유러피언컵: 1985–86
- 유러피언 슈퍼컵: 1986
- 인터콘티넨털컵 준우승: 1986

개인
- 루마니아 올해의 축구 선수: 1977, 1983,[32]

### 감독
낭시
- 리그 2: 1997–98

스포르팅 리스본
- 프리메이라리가: 2001–02
- 타사 드 포르투갈: 2001–02
- 수페르타사 칸디두 드 올리베이라: 2002

알-자지라
- 걸프 클럽컵: 2007

스탕다르 리에주
- 벨기에 1부 리그: 2008–09
- 벨기에 슈퍼컵: 2008, 2009

개인
- 벨기에 올해의 감독: 2009[34]

## 같이 보기
- A매치 100경기 이상 출전한 축구 선수 명단